# Val-de-Dagne
Val-de-Dagne est une nouvelle commune française, située dans le département de l'Aude en région Occitanie. Elle résulte de la fusion en 2019 des anciennes communes de Montlaur et de Pradelles-en-Val.
Val-de-Dagne est une commune rurale qui compte 731 habitants en 2022, après avoir connu une forte hausse de la population depuis 1975. Elle fait partie de l'aire d'attraction de Carcassonne.

## Économie

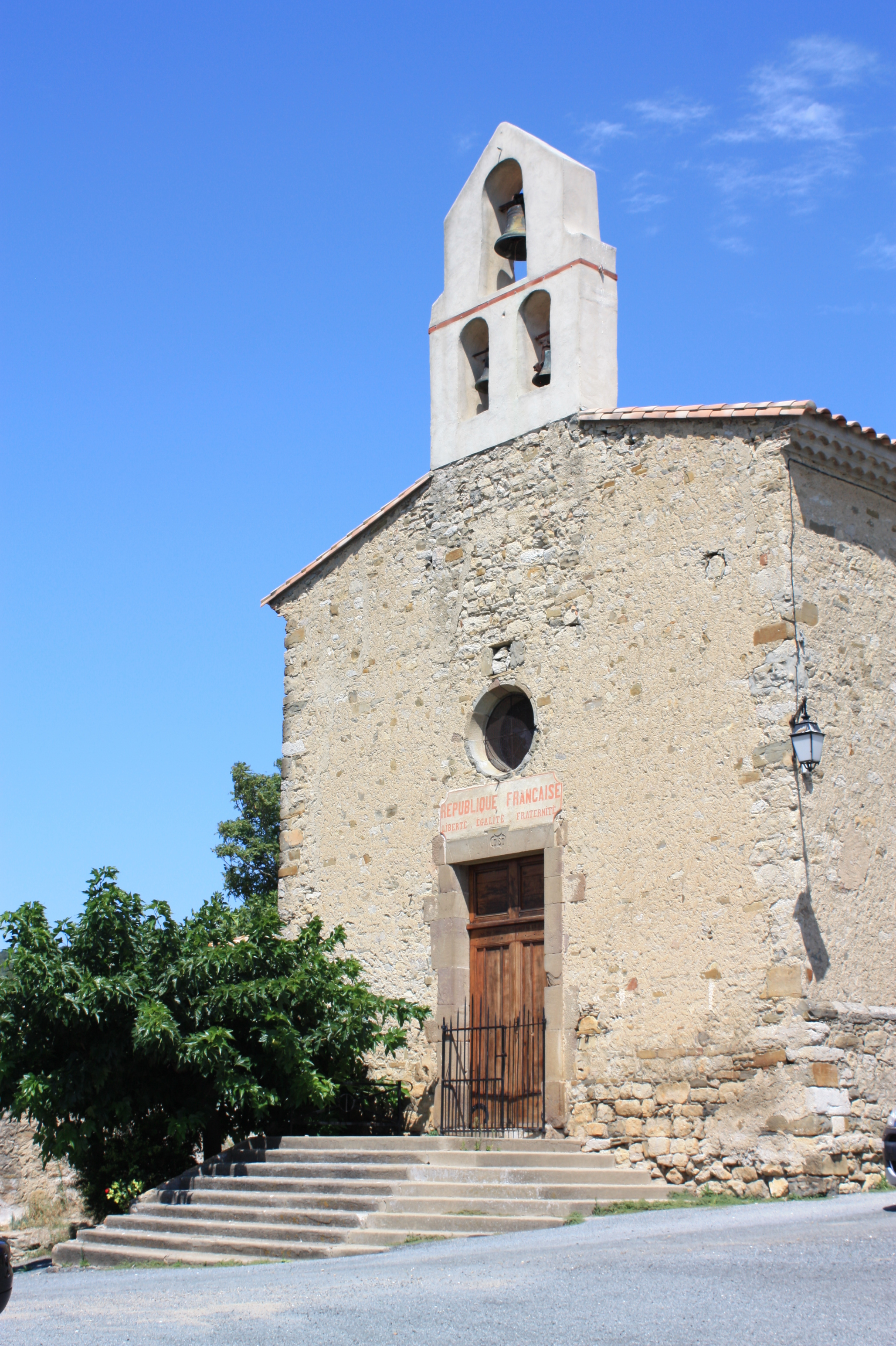
Église Saint-André de Pradelles-en-Val

## Géographie

### Communes limitrophes
Les communes limitrophes sont  Arquettes-en-Val, Barbaira, Capendu, Comigne, Douzens, Fajac-en-Val, Floure, Lagrasse, Monze et Serviès-en-Val.
| Barbaira, Floure (par un quadripoint) | Capendu, Comigne | Douzens (par un quadripoint) |
| Monze                                 | Val-de-Dagne     | Lagrasse                     |
| Fajac-en-Val, Arquettes-en-Val        | Serviès-en-Val   |                              |

### Hydrographie
La commune est dans la région hydrographique « Côtiers méditerranéens », au sein du bassin hydrographique Rhône-Méditerranée-Corse. Elle est drainée par le ruisseau des Mattes, le ruisseau de Domneuve, le ruisseau de Rouanel, le ruisseau de la Mire, le ruisseau de la Ville, le ruisseau de l'Egomas, le ruisseau de Malacoste, le ruisseau de Requy, le ruisseau de Roquecave, le ruisseau des Arbousiers, le ruisseau des Cazales de la Blanque, le ruisseau des Conillères, le ruisseau de Vinozouls, le ruisseau du Castel, qui constituent un réseau hydrographique de 36 km de longueur totale,.
Le ruisseau des Mattes, d'une longueur totale de 15,8 km, prend sa source dans la commune et s'écoule d'ouest en est. Il traverse la commune et se jette dans l'Orbieu à Camplong-d'Aude, après avoir traversé 4 communes.

### Climat
Pour des articles plus généraux, voir Climat de l'Occitanie et Climat de l'Aude.
En 2010, le climat de la commune est de type climat méditerranéen franc, selon une étude s'appuyant sur une série de données couvrant la période 1971-2000. En 2020, Météo-France publie une typologie des climats de la France métropolitaine dans laquelle la commune est dans une zone de transition entre le climat océanique altéré et le climat méditerranéen et est dans la région climatique Provence, Languedoc-Roussillon, caractérisée par une pluviométrie faible en été, un très bon ensoleillement (2 600 h/an), un été chaud (21,5 °C), un air très sec en été, sec en toutes saisons, des vents forts (fréquence de 40 à 50 % de vents > 5 m/s) et peu de brouillards.
Pour la période 1971-2000, la température annuelle moyenne est de 14,1 °C, avec  une amplitude thermique annuelle de 16 °C. Le cumul annuel moyen de précipitations est de 744 mm, avec 8,3 jours de précipitations en janvier et 3,6 jours en juillet. Pour la période 1991-2020 la température moyenne annuelle observée sur la station météorologique la plus proche, située sur la commune d'Arquettes-en-Val à 5 km à vol d'oiseau, est de 14,3 °C et le cumul annuel moyen de précipitations est de 820,2 mm,. Pour l'avenir, les paramètres climatiques de la commune estimés pour 2050 selon différents scénarios d’émission de gaz à effet de serre sont consultables sur un site dédié publié par Météo-France en novembre 2022.

## Urbanisme

### Typologie
Au 1er janvier 2024, Val-de-Dagne est catégorisée commune rurale à habitat dispersé, selon la nouvelle grille communale de densité à 7 niveaux définie par l'Insee en 2022.
Elle est située hors unité urbaine. Par ailleurs la commune fait partie de l'aire d'attraction de Carcassonne, dont elle est une commune de la couronne,. Cette aire, qui regroupe 115 communes, est catégorisée dans les aires de 50 000 à moins de 200 000 habitants,.

### Risques majeurs
Le territoire de la commune de Val-de-Dagne est vulnérable à différents aléas naturels : météorologiques (tempête, orage, neige, grand froid, canicule ou sécheresse), inondations, feux de forêts et séisme (sismicité faible). Un site publié par le BRGM permet d'évaluer simplement et rapidement les risques d'un bien localisé soit par son adresse soit par le numéro de sa parcelle.
Certaines parties du territoire communal sont susceptibles d’être affectées par le risque d’inondation par débordement de cours d'eau, notamment le ruisseau des Mattes et la Bretonne. La commune a été reconnue en état de catastrophe naturelle au titre des dommages causés par les inondations et coulées de boue survenues en 1982, 1992, 1996, 1999, 2005, 2009, 2011 et 2018,.

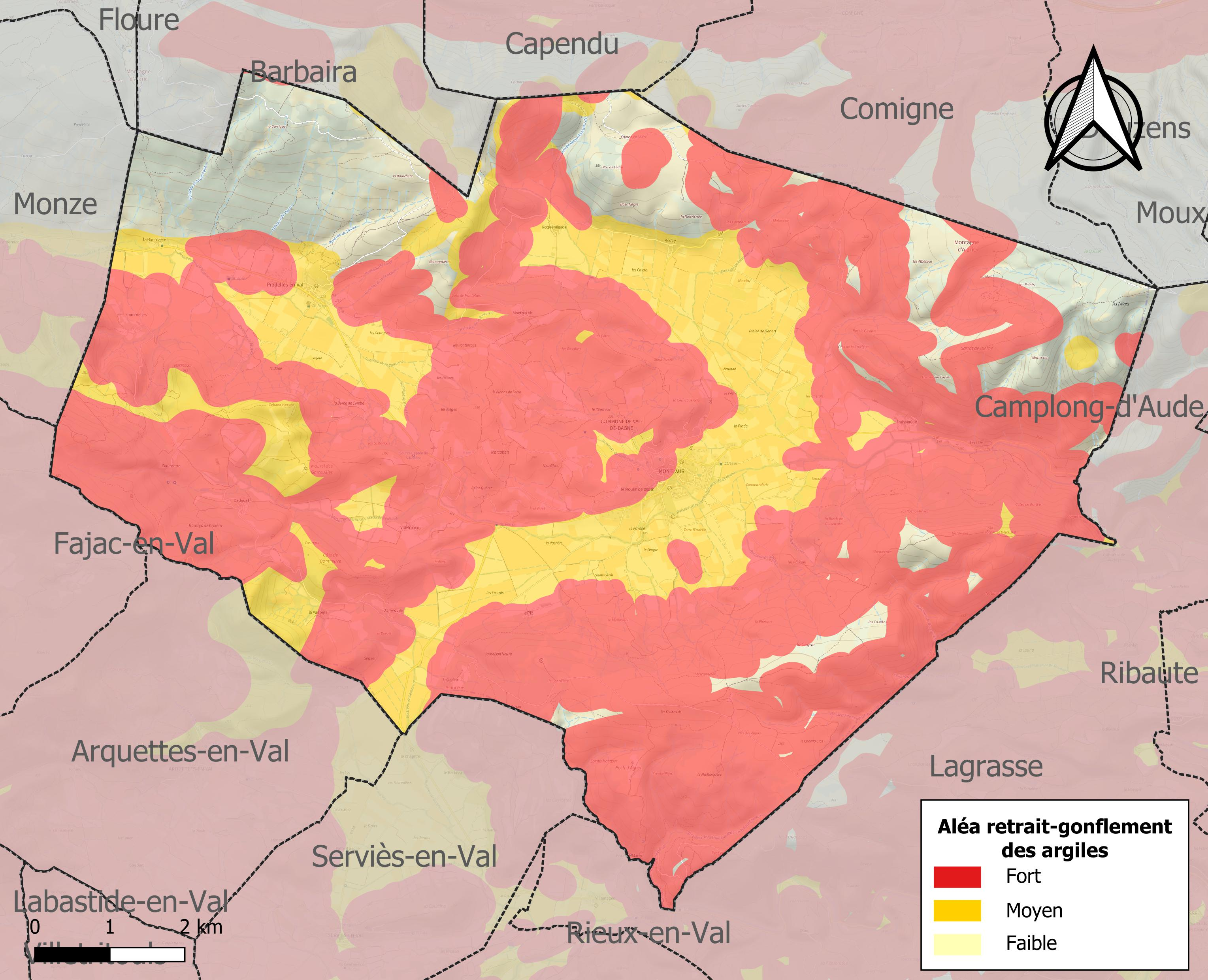
Carte des zones d'aléa retrait-gonflement des sols argileux de Val-de-Dagne.

Le retrait-gonflement des sols argileux est susceptible d'engendrer des dommages importants aux bâtiments en cas d’alternance de périodes de sécheresse et de pluie. 85,2 % de la superficie communale est en aléa moyen ou fort (75,2 % au niveau départemental et 48,5 % au niveau national). Sur les 570 bâtiments dénombrés sur la commune en 2019, 569 sont en aléa moyen ou fort, soit 100 %, à comparer aux 94 % au niveau départemental et 54 % au niveau national. Une cartographie de l'exposition du territoire national au retrait gonflement des sols argileux est disponible sur le site du BRGM,.

## Toponymie
Le nom de cette nouvelle commune est celui de la micro-région dans le nord de laquelle les anciennes communes de Pradelles-en-Val et Montlaur s'implantent. Anciennement écrit Val de Daigne, ces mots sont une évolution phonétique des mots latins Vallis Aquitanica ou parfois Vallis Aquitania que l’on retrouve dans de nombreuses chartes médiévales.

## Histoire
La commune nouvelle est créée au 1er janvier 2019, par arrêté du préfet de l'Aude en date du 5 décembre 2018. Elle résulte de la fusion des communes de Montlaur et de Pradelles-en-Val.

## Politique et administration

### Liste des maires
| Période      | Période  | Identité        | Étiquette | Qualité |
| ------------ | -------- | --------------- | --------- | ------- |
| Janvier 2019 | En cours | Antonin Andrieu |           |         |

### Communes déléguées
| Nom              | Code Insee | Intercommunalité  | Superficie (km2) | Population (dernière pop. légale) | Densité (hab./km2) |
| ---------------- | ---------- | ----------------- | ---------------- | --------------------------------- | ------------------ |
| Montlaur (siège) | 11251      | Carcassonne Agglo | 33,92            | 545 (2016)                        | 16                 |
| Pradelles-en-Val | 11298      | Carcassonne Agglo | 16,19            | 181 (2016)                        | 11                 |

## Population et société

### Démographie
L'évolution du nombre d'habitants est connue à travers les recensements de la population effectués dans la commune depuis sa création.

En 2022, la commune comptait 731 habitants, en évolution de +0,69 % par rapport à 2016 (France hors Mayotte : +2,11 %).
| 2015 | 2020 | 2022 |
| ---- | ---- | ---- |
| 711  | 737  | 731  |

## Culture locale et patrimoine

### Lieux et monuments
- Église Saint-André de Pradelles-en-Val.
- Église Sainte-Eulalie de Montlaur.